# Funivia dell'Asahi
La funivia dell'Asahi è una funivia che collega Asahidake Onsen con il monte Asahi.

## Storia e descrizione
La funivia venne realizzata nel 1968, per poi essere completamente ristrutturata nel 2000 dalla società Garaventa ed è gestita da Wasaka Restort. La stazione a valle è quella di Suroku, posta a circa 1 100 metri, mentre quella a monte è quella di Sugutami a circa 1 600 metri. La funivia copre una distanza di circa due chilometri per un dislivello di 489 metri in circa 10 minuti: la frequenza delle corse è di 10 minuti nei mesi estivi e di 20 in quelli invernali.